# Ri Song-chol
Ri Song-chol, né le 5 avril 1986 à Pyongyang, est un patineur artistique nord-coréen.
Il a remporté le championnat national à cinq reprises entre 2003 et 2010, et participé aux Jeux olympiques d'hiver de 2010, terminant vingt-cinquième de la compétition. Il a été porte-drapeau de l'équipe olympique nord-coréenne lors de la cérémonie d'ouverture.

## Palmarès
| Compétition                   | 2001 | 2002 | 2003 | 2004 | 2005 | 2006 | 2007 | 2008 | 2009 | 2010 |  |  |  |  |  |
| Jeux olympiques d'hiver       |      |      |      |      |      |      |      |      |      | 25e  |  |  |  |  |  |
| Championnats de Corée du Nord | 4e   |      | 1er  | 2e   | 2e   | 2e   | 1er  | 1er  | 1er  | 1er  |  |  |  |  |  |
|                               |      |      |      |      |      |      |      |      |      |      |  |  |  |  |  |